# Edward Wyke-Smith
Edward Augustine Wyke-Smith, nato Smith (12 aprile 1871 – 16 maggio 1935), è stato un ingegnere minerario e scrittore britannico, che viaggiò in tutto il mondo.
È conosciuto per essere l'autore di The Marvellous Land of Snergs (Il Meraviglioso Mondo degli Snerg), che si suppone abbia ispirato J. R. R. Tolkien. Nel corso della sua vita ha pubblicato otto libri, quattro per adulti e quattro per ragazzi.

## Biografia
Nella sua gioventù, Wyke-Smith riaffermò la propria indipendenza dai suoi genitori, che lo volevano artista, arruolandosi nelle Horse Guards di Whitehall. Quando lo scoprì, il padre arrivò a pagare una somma considerevole per evitare al giovane Edward il servizio militare. Edward successivamente si arruolò nella ciurma di un veliero diretto in Australia e nella Costa Ovest degli Stati Uniti. Una volta lì, trascorse un certo periodo di tempo come mandriano, per poi tornare in Inghilterra per ottenere la laurea in ingegneria mineraria; completati gli studi, gestì miniere in Messico, Sinai, America del Sud, Spagna, Portogallo e Norvegia.
Scrisse il suo primo libro Bill of the Bustingforths durante uno dei suoi viaggi. Il suo ultimo libro fu The Marvellous Land of Snergs (Il Meraviglioso Mondo degli Snerg) del 1927, che si suppone abbia ispirato J. R. R. Tolkien in particolare nell'ideazione del popolo degli Hobbit.

## Opere
- Bill of the Bustingforths (1921)
- The Last of the Barons (1921)
- Some Pirates and Marmaduke (1921)
- Captain Quality (1922)
- The Second Chance (1923)
- Fortune My Foe (1925)
- Because of Josephine (192?)
- The Marvellous Land of Snergs (1927). Pubblicato in Italia nel 2016 col titolo Il Meraviglioso Mondo degli Snerg.